# اپرا (مرورگر وب)
اُپرا (به انگلیسی: Opera) یک مرورگر وب رایگان و متن‌بسته است که حدود 2 درصد از کاربران اینترنت را دارا بوده و توسط شرکت نرم‌افزاری اپرا تولید و توسعه داده‌شده‌است. 
این مرورگر برای کاربری‌های همگانی اینترنت نظیر نمایش  وبگاه ها (وبسایت‌ها)، دریافت و ارسال نامه‌های الکترونیکی (ایمیل)، مدیریت ارتباطات، گفتگوی برخط (آنلاین) آی‌آرسی، بارگذاری از طریق قرارداد (پروتکل) بیت‌تورنت و خواندن فیدهای وب  مورد استفاده قرار می‌گیرد. اپرا برای کاربرد بر روی رایانه‌های شخصی، تلفن‌های همراه و تبلت‌ها به‌طور رایگان عرضه می‌گردد. اپرا با سیستم عامل های ویندوز، اندروید، آی او اس، مکینتاش سازگار است.
برای تلفن‌های همراه، اُپرا در سه نسخه متفاوت ارایه شده‌است، اُپرا، اُپرا مینی و اُپرا تاچ.
اجزای اصلی اپرا شامل مرور بر پایه‌ها، تب‌ها، امکانات کوچک و بزرگ‌نمایی صفحات، تنوع اشکال نشان‌گر موس و یک بخش مدیریت بارگذاری یکپارچه است. 
از نظر امنیتی اپرا دارای یک محافظ داخلی در مقابل حملات فیشینگ و برنامه‌های موسوم به بدافزار (Malware) مثل کرم‌ها (worm) یا اسب‌های تروجان رایانه‌ای است، همچنین دارای توانایی حفظ امنیت در هنگام مرور وبسایت‌ها و حذف اطلاعات شخصی همچون کوکی اچ‌تی‌تی‌پی‌ها است.
اپرا بازار قدرتمندتری در زمینه دستگاه‌های سیار مثل تلفن‌های همراه، تلفن‌های هوشمند و دستیار دیجیتال شخصی در اختیار دارد. اپرا برای سیستم‌عامل‌های مطرح موبایل و دسکتاپ ازجمله اندروید، آی‌اواس، ویندوز و مک عرضه شده است. نزدیک به ۴۰ میلیون دستگاه تلفن همراه دارای نرم‌افزار اپرا هستند. همچنین اپرا تنها مرورگر قابل استفاده بر روی کنسول‌های بازی نینتندو دی‌اس و وی محسوب می‌گردد. اپرا در برخی از کشورها مانند اوکراین محبوب‌ترین مرورگر وب شناخته شده‌است.

## تاریخچه
اپرا به صورت یک پروژه تحقیقاتی در شرکت تله‌نور، بزرگ‌ترین شرکت ارتباطی نروژی، پا به عرصه وجود گذاشت. در سال ۱۹۹۵ (میلادی)، شرکتی مخصوص برای توسعه اپرا به نام اپرا سافتور ASA تأسیس شد.
اپرا اولین در سال ۱۹۹۶ به صورت عمومی منتشر شد و اولین نسخه عمومی آن هم ۲٫۰ بود که فقط بر روی مایکروسافت ویندوز اجرا می‌شد. در سال ۱۹۹۸ پروژه‌ای برای پورت کردن اپرا به دستگاه‌های موبایل به منظور کسب درآمد در بازار نوظهور این نوع دستگاه‌ها، بنیان نهاده شد. نسخه ۴٫۰ که در سال ۲۰۰۰ (میلادی) منتشر شد، حاوی یک هستهٔ چندسکویی جدید بود که کار پورت کردن اپرا به سیستم‌عامل‌ها و سکوهای سخت‌افزاری مختلف را تسهیل می‌کرد.
تا این لحظه، اپرا یک نرم‌افزار مشروط بود و کاربران باید پس از دوره آزمایشی، نسخه کامل آن را خریداری می‌کردند. نسخه ۵٫۰ که در سال ۲۰۰۰ منتشر شد، دیگر یک نرم‌افزار مشروط نبود و پروژه اپرا سیاست جدیدی برای کسب درآمد از این مرورگر را اتخاذ کرده بود. این سیاست جدید آیت بود که اپرا تبدیل به یک آگهی‌افزار شود و برای کاربرانی که برای استفاده از آن هزینه نکرده‌اند، تبلیغات نمایش داده شود.
در نسخه‌های بعدی اپرا، این امکان برای کاربران فراهم شد تا بین دیدن بنرهای تبلیغاتی یا دیدن تبلیغات متنی از طرف گوگل، یکی را انتخاب کنند. از نسخه ۸٫۵ که در سال ۲۰۰۵ (میلادی) منتشر شد، تبلیغات به صورت کامل از اپرا حذف شد و شرکت گوگل تبدیل به حامی مالی اصلی این پروژه شد (که در عوض، پروژه اپرا قبول کرده بود که موتور جستجوی گوگل، موتور جستجوی پیشفرض در اپرا باشد)
نسخه ۹٫۱ که در سال ۲۰۰۶ (میلادی) منتشر شد، علاوه برداشتن تعدادی قابلیت جدید گوناگون، مجهز به قابلیتی بود که به موجب آن، کاربر را در برابر صفحات جعلی و کلاهبرداری اینترنتی محافظت می‌کرد.
این کار با استفاده از فناوری‌هایی صورت می‌گرفت که از طرف GeoTrust (ارائه‌کننده گواهینامه دیجیتالی) و PhishTank (سازمانی که وبگاه‌های فیشینگ شناخته‌شده را پیگیری می‌کرد) تأمین شده بودند.
در نسخه ۹٫۵ وقتی که Netcraft جای GeoTrust را گرفت و برای محافظت در برابر بدافزارها هم از Haute Secure استفاده شد، این قابلیت بهینه شد و گسترش پیدا کرد.
همچنین در سال ۲۰۰۶ (میلادی)، Opera Software ASA برنامه Internet Channel و Nintendo DS Browser را برای کنسول‌های بازی نینتندو دی‌اس و Wii منتشر کرد.
یک موتور جاوااسکریپت جدید به نام Carakan، که نامش از الفبای ژاپنی گرفته شده بود، در نسخه ۱۰٫۵۰ معرفی شد. بر طبق گفته اپرا سافتور، کاراکان اپرا ۱۰٫۵۰ را هفت برابر سریع‌تر از اپرا ۱۰٫۱۰ می‌ساخت. در ۱۶ دسامبر ۲۰۱۰، نسخه ۱۱ از مرورگر اپرا منتشر شد که دارای قابلیت افزونه‌ها، زبانه‌های پشته‌ای، حرکات تصویری ماوس، و تغییراتی در نوار آدرس بود. نسخه ۱۲ هم در ۱۴ ژوئن ۲۰۱۲ منتشر شد.
در ۱۲ فوریه ۲۰۱۳، اپرا خبر داد که قصد دارد موتور پرِستو (به انگلیسی: Presto) را کنار گذاشته و با استفاده از کدهای پروژه کرومیوم، از موتور وب‌کیت که در مرورگر کروم شرکت گوگل بکار رفته، استفاده کند. همچنین اپرا سافتور طرحی ریخته بود تا کدهایی را به وب‌کیت اهدا کن.
در ۳ آوریل ۲۰۱۳، گوگل اعلام کرد که برخی از اجزای وب‌کیت را منشعب خواهد کرد تا یک موتور چیدمان جدید به نام بلینک به وجود آورد؛ در همان روز، اپرا تأیید که کرد که این پروژه هم در پیاده‌سازی بلینک، تابع گوگل خواهد بود.
در ۲۸ می ۲۰۱۳، یک نسخه بتا از اپرا ۱۵ در دسترس قرار گرفت که اولین نسخهٔ مبتنی بر پروژه کرومیوم بود. بسیاری از قابلیت‌های شاخص نسخه‌های قبلی حذف شده بودند، و Opera Mail هم به صورت یک برنامه مجزا که از اپرا ۱۲ مشتق شده بود، درآمد.

## ویژگی‌ها
اپرا به صورت توکار از قابلیت زبانه‌بندی پنجره‌ها پشتیبانی می‌کند و قابلیت‌های پیشفرض آن را می‌توان با استفاده از افزونه‌ها گسترش داد. همچنین اپرا مجهز به یک نوار بوکمارک و دانلود منیجر هم هست. اپرا قابلیتی به نام Speed Dial دارد. این قابلیت، به کاربر اجازه می‌دهد تا تعداد نامحدودی از صفحات وب را به میل خود انتخاب کند تا وقتی که زبانه جدیدی باز می‌شود، آن صفحات به صورت کوته‌وار نشان داده شوند. به کمک Speed Dial، می‌توان آن صفحات را به روش آسان‌تر و کارامدتری مرور کرد.
- Opera Turbo: که با فشرده سازی صفحات و تصاویر به میزان ۲، ۳ یا ۴ برابر (بسته به سرعت اتصال اینترت) سرعت بارگذاری صفحات وب را تا چندین برابر بالا می‌برد.
- Opera Unite: برای اشتراک گذاری فایل‌های دلخواه خود روی شبکه اینترنت، بدون نیاز به آپلود آن‌ها در سایتهای دیگر
- Opera Link: برای هماهنگی سریع اطلاعات مرورگر خودتان روی اپرای دیگر یا رایانه دیگر
- Private browsing: برای مرور کردن کاملاً ایمن صفحات اینترنت بدون برجای ماندن رد پا روی رایانه (نسخه ۱۰/۵۰)
- Opera extensions: افزونه‌های مرورگر اپرا که از نسخه ۱۱ به بعد به این مرورگر افزوده شده‌است.
- Opera Mail: این قابلیت یکی از بهترین قابلیت‌ها و ویژگی‌هایی استکه به این مرورگر نسبت به دیگر مرورگرها برتری می‌بخشد. با استفاده از این قابلیت می‌توان در فید سایت‌ها و وبلاگ‌ها مشترک شد و از بروزرسانی آن‌ها مطلع شد. همچنین این فید خوان قابلیت پوشه سازی و دسته‌بندی نیز دارد.
- Speed Dial: امکان دسترسی سریع به سایت‌های از پیش تعیین شده در Tab جدید.
- Mouse Gestures: انجام فرمان‌های رایج در مرورگر مانند بازکردن Tab جدید و بازگشت به صفحه قبل، با نگه داشتن کلید راست موس و حرکت دادن موس به جهت‌های تعیین شده.
- Extensions: جایگزینی برای Widgetهای اپرا است که عملکردی مانند افزونه‌های فایرفاکس دارد.[۴][۵][۶]

- سرعت بالا در بارگذاری صفحات وب
- - قابلیت مرور برگه‌ها
- قابلیت درون ریزی کوکی‌ها، پسوردها و اطلاعات از مرورگرهای محبوب مانند گوگل کروم
- - نمایش شماره‌گیری سریع برای مشاهده طرح بندی نشانک‌ها
- - دانلود منیجر قدرتمند
- سرعت بسیار بالا در دانلود تصاویر
- - ویژگی‌های اضافی مانند نمایش آب و هوا و ساعت‌های زیبا
- - ایمیل و چت در وب سایت Opera
- - مسدود کننده پاپ آپ برای خلاص شدن از شر پاپ آپ‌های مزاحم
- پشتیبانی از دریافت فایل‌های بزرگتر از ۴ گیگابایت
- - پشتیبانی کامل از تمامی فرمت‌های صفحات وب مانند PHP, Asp و HTML
- - پشتیبانی از زبان‌های مختلف و همچنین زبان شیرین فارسی
- پشتیبانی از اکثر پلاگین‌های موجود مانند Windows Media Player
- - رفع اشکالات مربوط به FTP PASV
- - راه اتصال به خدمات فلیکر بهبود یافته‌است
- - امکان مشاهده ویدیوهای یوتیوب در حالت تمام صفحه
- - امکان دانلود تورنت در قسمت بیت تورنت
- - هماهنگی کامل با اکثر نرم‌افزارهای دانلود منیجر
- - امنیت بالا در ذخیره پسورد شخصی کاربران
- - پوست‌های بسیار زیبا برای سلیقه‌های مختلف
- سازگار با نسخه‌های مختلف سیستم عامل محبوب مایکروسافت ویندوز

## شبکه خصوصی رایگان اپرا(opera VPN)
یکی از دلایل محبوبیت مرورگر اپرا VPN آن است که در واقع یک نوع پروکسی است و اطلاعات را به صورت VPN رمز گذاری می‌کند و ارتباطی امن برای شما ایجاد می‌کند، این ویژگی جدیداً در ایران فیلتر شده‌است.

## مسدود کننده تبلیغ اپرا
مرورگر اپرا در آپدیت اخیر خود یک ویژگی جدیدی معرفی کرده‌است که تبلیغات سایت‌ها را حذف کرده و امکان اضافه کردن لیست شخصی خود را نیز می‌دهد همچنین این افزونه در سایت‌هایی که اجازه رونوشت برداری از مطالبشان را نمی‌دهد کار می‌کند و این درخواست را مسدود و اجازه کپی را به کاربر می‌دهد5